# Goldtagebau Rosebel
Der Goldtagebau Rosebel ist ein Goldtagebau im Brokopondo-Distrikt im Nordosten von Suriname.

## Geschichte
In diesem Gebiet wurde erstmals 1879 Gold gefunden, zeitweise arbeiteten bis zu 600 Bergleute in kleinen Minen. Der Abbau geschah sowohl in staatlicher als auch in privater Regie, Eigentümer des Areals waren zwischen 1974 und 1977 Grasshopper Aluminum Company und zwischen 1979 und 1985 Golden Star Resources. Diese Gesellschaft erhielt 1992 das Recht zur Erschließung des Gebiets, 1994 wurde dieses Abkommen durch ein neues zwischen der Grasshopper Aluminum Company, Golden Star Resources und der Regierung Surinames ersetzt. Golden Star erhielt ein fünfjähriges Explorationsrecht für das Rosebel-Areal. Zusammen mit dem Unternehmen Cambior, das mit 50 Prozent am Projekt beteiligt war, wurden in den nächsten Jahren drei Machbarkeitsstudien durchgeführt. Cambior übernahm 2001 die Anteile von Golden Star und trieb das Projekt weiter voran, 2004 begann die kommerzielle Goldförderung. Iamgold erwarb im November 2006 Golden Star Resources und damit auch die Rosebel-Mine. Im Februar 2023 verkaufte Iamgold seine Anteile an der Rosebel-Mine an die chinesische Zijin Mining.

## Geologie
Das Gold-Abbaugebiet befindet sich im Bergland von Guayana. Strukturgeologisch sind die Erzvorkommen an den surinamischen Teil des paläoproterozoischen Guina-Schildes gebunden, der hier durch mehrere niedrig- bis mittelgradige metamorphen Grünsteingürtel gebildet wird, die durch Terranes voneinander getrennt werden, die aus Graniten und Gneisen bestehen. Die acht orogenetischen Goldlagerstätten sind an drei große Strukturen innerhalb der vulkanogen-sedimentären Rosebel-Formation gebunden, die sich hauptsächlich aus grobkörnigen Sandsteinen und Konglomeraten mit untergeordneten Anteilen von Tonsteinen zusammensetzt. Die gesamte Formation wurde während der Gebirgsbildung eingeengt, in Faltenstrukturen verformt und metamorph überprägt. In der nördlichen, etwa 12 Kilometer langen Zone liegen die Tagebaue Pay Caro, East Pay Caro, Koolhoven und J-Zone, in der etwa 15 Kilometer langen, südlichen Struktur Mayo, Royal Hill und Roma. Der Tagebau Rosebel befindet sich am östlichen Ende der zentralen Struktur.

## Förderung

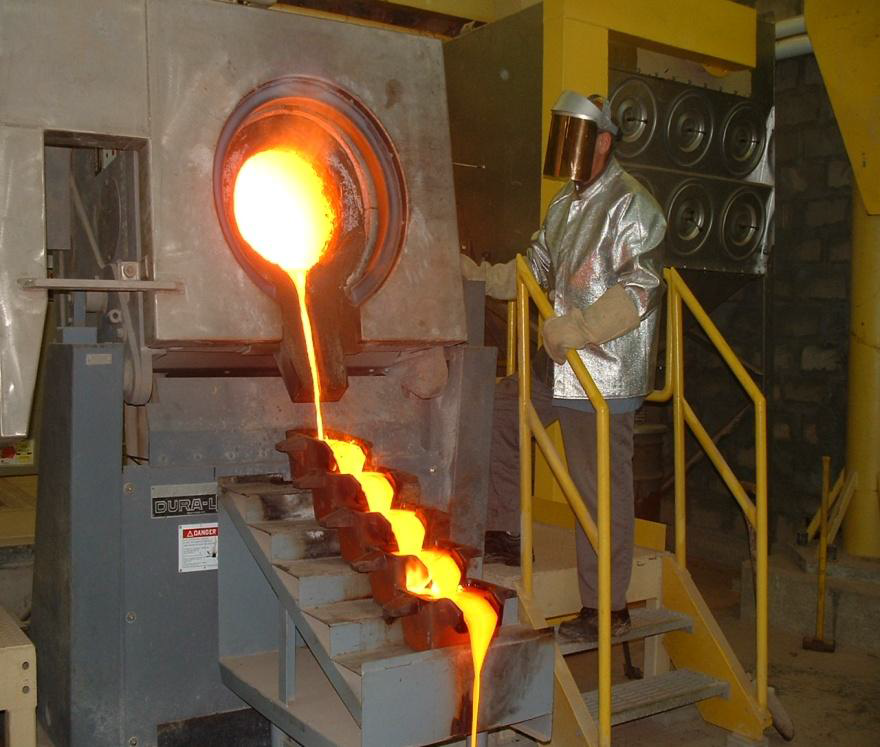
Goldschmelze der Rosebel-Mine

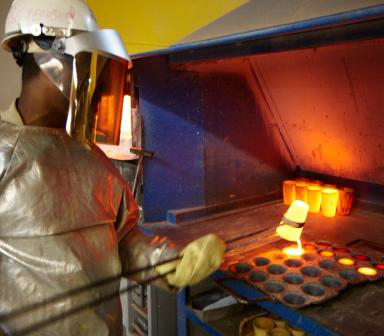
Formgießen von Gold in der Rosebel-Mine

2019 produzierte die Rosebel-Mine 264.000 Feinunzen Gold bei Produktionskosten von 1165 US-Dollar pro Unze.
| Jahr | Produktion (Unzen) | Goldgehalt (Gramm/Tonne) | Kosten der Goldgewinnung (pro Unze Gold) |
| ---- | ------------------ | ------------------------ | ---------------------------------------- |
| 2011 | 406.000            | 1,0                      | nicht bekannt                            |
| 2012 | 402.000            | 1,02                     | nicht bekannt                            |
| 2013 | 354.000            | 0,94                     | US$ 1063                                 |
| 2014 | 342.000            | 0,86                     | US$ 1045                                 |
| 2015 | 302.000            | 0,80                     | US$ 1165                                 |
| 2016 | 312.000            | 0,82                     | US$ 988                                  |
| 2017 | 318.000            | 0,83                     | US$ 931                                  |
| 2018 | 302.000            | 0,82                     | US$ 1006                                 |
| 2019 | 264.000            | 0,71                     | US$ 1165                                 |
| 2022 | 713.000            |                          |                                          |